# Nowak (góra)
Nowak (dawniej niem. Neutzlerberg, dawniej również Nowacka Kopa) – góra ze szczytem na wysokości 700 m n.p.m. znajdująca się w Masywie Śnieżnika w Sudetach, na terenie Śnieżnickiego Parku Krajobrazowego.

## Geografia i geologia
Nowak wznosi się ponad wsią Goworów, doliną rzeki Goworówka i Rowem Górnej Nysy. Stanowi jeden ze szczytów w bocznym grzbiecie Masywu Śnieżnika odchodzącym od Goworka przez Dłużkę ku Pątnikowi. Zbudowany jest z gnejsów śnieżnickich, należących do metamorfiku Lądka i Śnieżnika, które ponad doliną Goworówki tworzą szereg malowniczych skałek. Porośnięty jest w całości świerkowym lasem regla dolnego.